# Fabrice d'Almeida

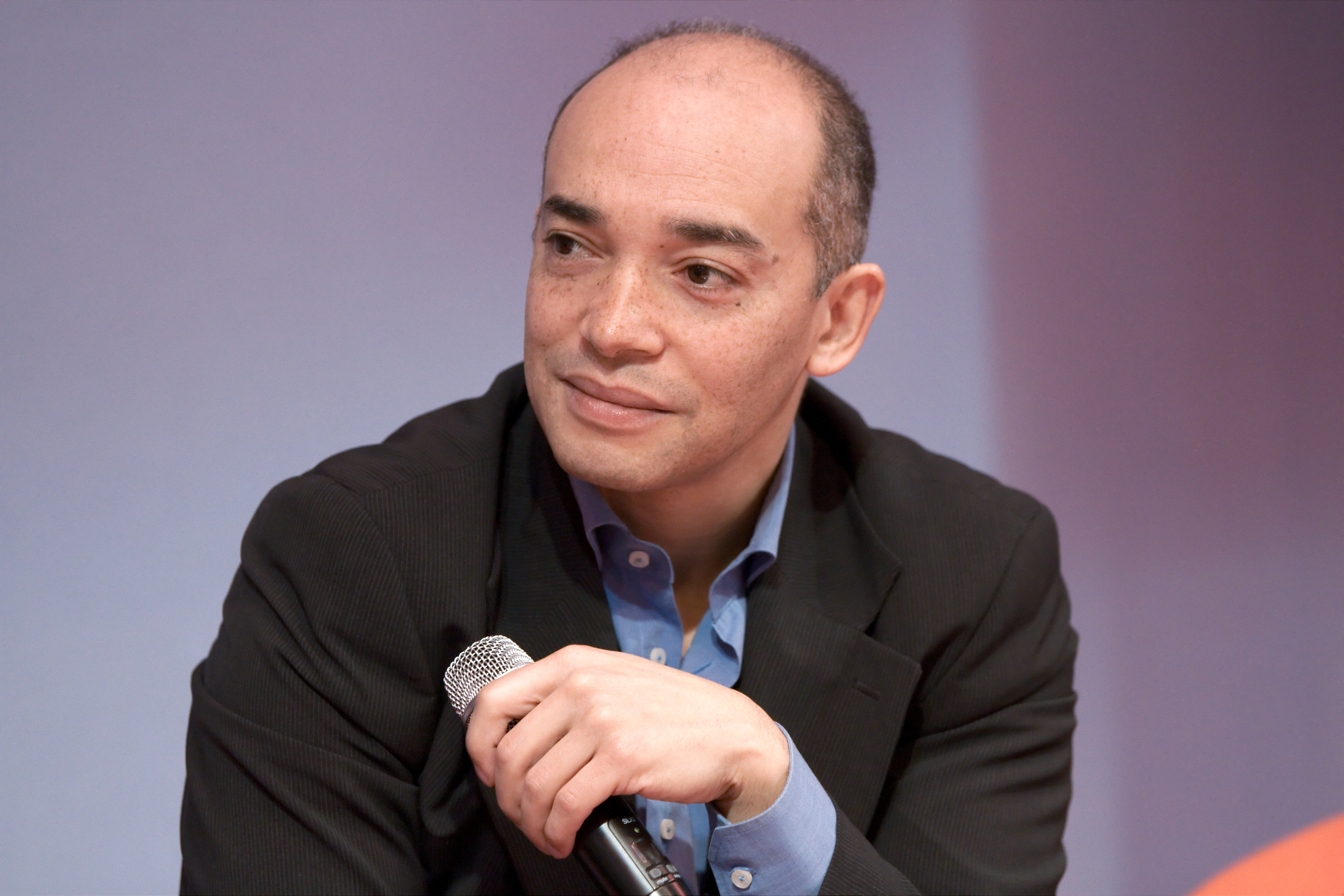
Fabrice d'Almeida år 2010.

Fabrice d'Almeida, född 15 november 1963, är en fransk historiker. Hans specialintresse är bildpropaganda och bildmanipulation.